# فرودگاه شمسی
فرودگاه شمسی (به انگلیسی: Shamsi Airfield) (به زبان بومی: Bhandari Airstrip) یک فرودگاه است که یک باند فرود آسفالت دارد و طول باند آن ۳۰۱۲ متر است. این فرودگاه در کشور پاکستان قرار دارد .